# Таласократија
Таласократија (од грчког Θαλασσα што значи море, и κρατία, што значи владати) је израз који се користи за првенствено поморске државе. Пример је феничанска мрежа трговачких градова. Традиционалне таласократије ретко контролишу унутрашњост територије (на пример Тир, Сидон и Картагина). Таласократија подразумева превласт, надмоћ на мору. Господари мора тј. таласократија је термин који означава државе које своју силу базирају на морнарици, стварајући колоније у приобаљу и ширећи свој утицај према копну.